# كريس آرمسترونغ (لاعب مواليد 1971)
كريستوفر بيتر آرمسترونغ (بالإنجليزية: Christopher Peter Armstrong)‏ (مواليد 19 يونيو 1971) هو لاعب كرة قدم إنجليزي سابق ، كان يلعب في مركز الهجوم.

## بطولات وإنجازات اللاعب

### توتنهام هوتسبير
- كأس رابطة الأندية الإنجليزية المحترفة: 1999

### ريكسهام
- كأس الدوري الإنجليزي للدرجة غير الممتازة: 2005

## روابط خارجية
- كريس آرمسترونغ على موقع قاعدة بيانات كرة القدم.إي يو (الإنجليزية)
- كريس آرمسترونغ على موقع Soccerbase.com (لاعب) (الإنجليزية)
- كريس آرمسترونغ على موقع Soccerway.com (الإنجليزية)
- كريس آرمسترونغ على موقع عالم كرة القدم.نت (الإنجليزية)

- Chris Armstrong